# Конш-ан-Уш (кантон)
Конш-ан-Уш  (фр. Conches-en-Ouche) — кантон во Франции, находится в регионе Нормандия, департамент Эр. Входит в состав округа Эврё.

## История
До 2015 года в состав кантона входили коммуны Бобре, Бюре, Глизоль, Годрвиль-ла-Ривьер, Колландр-Кенкарнон, Конш-ан-Уш, Ла-Бонвиль-сюр-Итон, Ла-Круазий, Ла-Ферьер-сюр-Риль, Ле-Мениль-Ардре, Ле-Фидлер, Ле-Френ, Луверсе, Нажель-Сее-Мениль, Ножан-ле-Сек, Орво, Орм, Порт, Себекур, Сент-Март, Сент-Элье, Фавроль-ла-Кампань, Ферьер-О-Клоше, Шам-Долан и Эманвиль.
В результате реформы 2015 года состав кантона был изменен. В его состав включены отдельные коммуны упраздненных кантонов Бомон-ле-Роже, Эврё-Нор, Эврё-Сюд и Эврё-Уэст. 
С 1 января 2018 года коммуны Ле-Мениль-Ардре, Ле-Френ и Орво образовали новую коммуну Ле-Валь-Доре.

## Состав кантона с 1 января 2018 года
В состав кантона входят коммуны (население по данным Национального института статистики за 2018 г.):
- Бобре (324 чел.)
- Бюре (402 чел.)
- Глизоль (862 чел.)
- Говиль-ла-Кампань (591 чел.)
- Годрвиль-ла-Ривьер (229 чел.)
- Клавиль (1 083 чел.)
- Коже (862 чел.)
- Колландр-Кенкарнон (240 чел.)
- Конш-ан-Уш (5 004 чел.)
- Ла-Бонвиль-сюр-Итон (2 102 чел.)
- Ла-Круазий (435 чел.)
- Ла-Ферьер-сюр-Риль (221 чел.)
- Ле-Валь-Доре (909 чел.)
- Ле-Вант (1 036 чел.)
- Ле-Фидлер (1 023 чел.)
- Луверсе (536 чел.)
- Нажель-Се-Мениль (326 чел.)
- Ножан-ле-Сек (435 чел.)
- Ольне-сюр-Итон (709 чел.)
- Орм (484 чел.)
- Парвиль (300 чел.)
- Порт (274 чел.)
- Себекур (473 чел.)
- Сент-Март (501 чел.)
- Сент-Элье (438 чел.)
- Тийёль-Дам-Аньес (193 чел.)
- Фавроль-ла-Кампань (167 чел.)
- Ферьер-О-Клоше (1 161 чел.)
- Шам-Долан (64 чел.)

## Политика
На президентских выборах 2022 г. жители кантона отдали в 1-м туре Марин Ле Пен 33,3 % голосов против 26,5 % у Эмманюэля Макрона и 15,3 % у Жана-Люка Меланшона; во 2-м туре в кантоне победила Ле Пен, получившая 51,8 % голосов. (2017 год. 1 тур: Марин Ле Пен – 31,2 %, Эмманюэль Макрон – 20,7 %, Франсуа Фийон – 17,6 %, Жан-Люк Меланшон – 15,9 %; 2 тур: Макрон – 53,5 %. 2012 год. 1 тур: Николя Саркози — 27,2 %, Франсуа Олланд — 25,5 %, Марин Ле Пен — 23,9 %; 2 тур: Саркози — 52,4 %. 2007 год. 1 тур: Саркози — 31,5 %, Сеголен Руаяль — 20,9 %; 2 тур: Саркози — 58,1 %).
С 2021 года кантон в Совете департамента Эр представляют вице-мэр города Конш-ан-Уш Клер Лекампань-Кроше (Claire Lacampagne-Crochet) и мэр коммуны Порт Марсель Сапович (Marcel Sapowicz) (оба – Разные правые).
|                | Кандидаты                            | Партия                   | Первый тур | Первый тур     | Второй тур | Второй тур |
| Кол-во голосов | Кандидаты                            | Партия                   | % голосов  | Кол-во голосов | % голосов  |            |
| -------------- | ------------------------------------ | ------------------------ | ---------- | -------------- | ---------- | ---------- |
|                | Клер Лекампань-Кроше Марсель Сапович | Разные правые            | 2 154      | 42,05          | 3 530      | 67,42      |
|                | Бенедикт Бадер Эмманюэль Камуэн      | Национальное объединение | 1 568      | 30,61          | 1 706      | 32,58      |
|                | Доминик Гийу Лоранс Клере            | Разные левые             | 1 401      | 27,35          |            |            |

|                | Кандидаты                       | Партия             | Первый тур | Первый тур     | Второй тур | Второй тур |
| Кол-во голосов | Кандидаты                       | Партия             | % голосов  | Кол-во голосов | % голосов  |            |
| -------------- | ------------------------------- | ------------------ | ---------- | -------------- | ---------- | ---------- |
|                | Лоранс Клере Альфред Рекур      | Левый блок         | 3 455      | 43,39          | 4 787      | 60,30      |
|                | Эмманюэль Камуэн Надежда Стефан | Национальный фронт | 2 628      | 33,01          | 3 152      | 39,70      |
|                | Мумина Осло Робин Фрере         | Правый блок        | 1 487      | 18,68          |            |            |
|                | Дидье Массе Иоланда Робер       | Левый фронт        | 392        | 4,92           |            |            |